# Výstaviště České Budějovice
Výstaviště České Budějovice je největší areál k pořádání výstav, kulturních nebo společenských akcí v Českých Budějovicích. Leží západně od historického centra města mezi Vltavou, Čtyřmi Dvory a sídlištěm Vltava. 

## Historie a popis
Regionální zemědělské výstavy, na něž navazuje asi nejznámější zde pořádaný veletrh Země živitelka, se v areálu pořádaly od roku 1960, kdy jej spravoval Park kultury a oddechu České Budějovice. Název se ještě několikrát změnil a od roku 1981 areál patřil pod správu Ministerstva zemědělství a výživy. Název je používán od roku 1997. Výstaviště má díky rozloze 25 hektarů a využitelným výstavním prostorám v o ploše 6 000 m2 v patnácti pavilonech různé možnosti využití.
V roce 2006 byla otevřena severní brána u nově vybudovaného nákupního centra Tesco. V letech 2010–2011 byl v její blízkosti postaven pavilon T, který se kromě výstavních účelů používá také pro sportovní a společenské akce. Má dvě části, z nichž větší se nachází na západní straně.
V roce 2019 začal projekt přestavby, během které se počítá se stržením mnohých starších budov (G, M, B4, J nebo D8). Rekonstrukci naopak čeká pavilon Z.

## Společnost Výstaviště České Budějovice a. s.
Majitelem areálu je akciová společnost Výstaviště České Budějovice a.s., jejímž hlavním předmětem podnikání je pořádání výstav a jejich organizační zajištění. Společnost svou činností navazuje na více než padesátiletou tradici pořádání výstav v areálu výstaviště na Husově třídě v Českých Budějovicích. Společnost je zapsána v obchodním rejstříku vedeném Krajským soudem v Českých Budějovicích, oddíl B, vložka 626 a jejím jediným vlastníkem je Podpůrný a garanční rolnický a lesnický fond, akciová společnost Ministerstva zemědělství. Předsedou představenstva je od roku 2018 Ing. Mojmír Severin.

## Pravidelné akce
Areál se používá především pro organizaci výstav, ale konají se zde i rozličné sportovní, kulturní i společenské akce. Pro hudební vystoupení jsou využívány amfiteátr, Pivovarská zahrada a některé pavilony.
- Země živitelka - výstava s dlouhou tradicí zaměřená na zemědělství a příbuzné obory. V roce 2019 se uskutečnil 46. ročník.[12] Rekordní účast od roku 2004 zaznamenala v roce 2017 s počtem 109 278 návštěvníků.[13]
- Hobby – populární výstava pro kutily a zahrádkáře[14]
- Vzdělání a řemeslo – prezentace středních škol[15]
- Mobil salon – výstava dopravních prostředků
- Slavnosti piva – prodejní výstava pivovarů a minipivovarů s doprovodným programem[16]
- Móda show a Adventní trhy – dvojvýstava[17][18]
- Rallye Český Krumlov – v areálu Výstaviště probíhají testovací rychlostní zkoušky[19]
- Maturitní plesy – možnost pořádání v pavilonech T a Z[20]

## Galerie

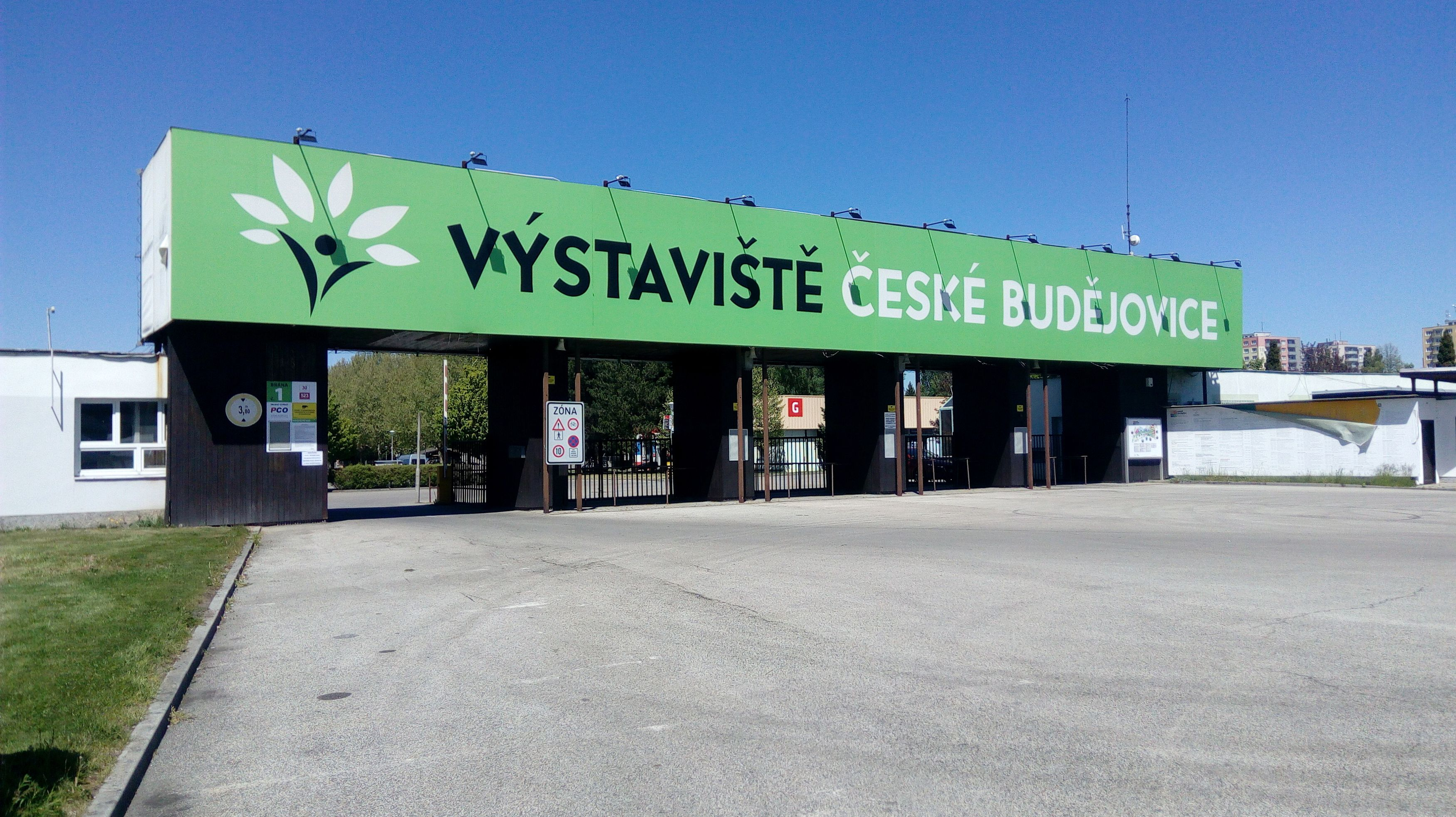
Hlavní brána areálu
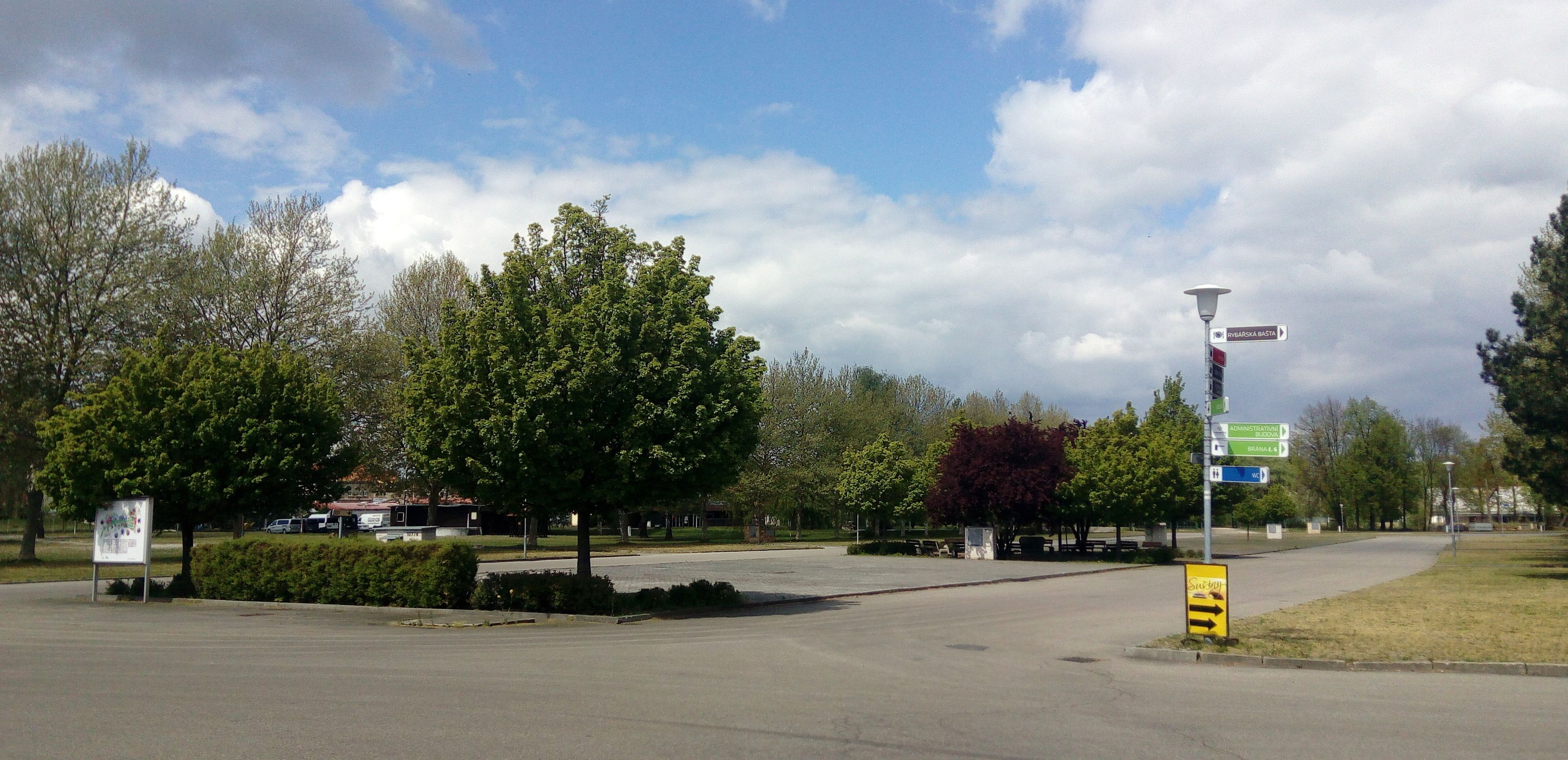
Část hlavní třídy vprostřed výstaviště
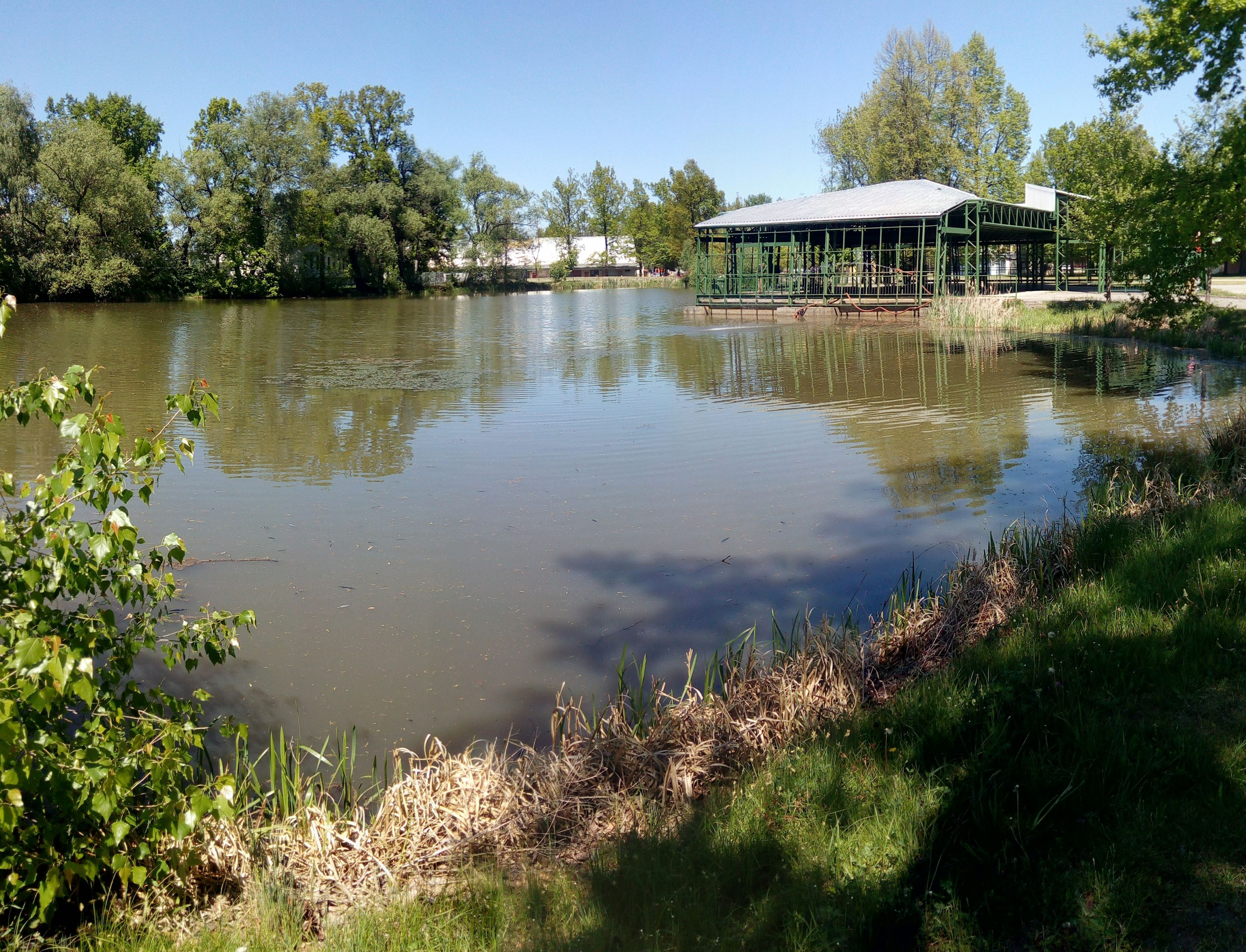
Jeden z rybníků uvnitř výstaviště
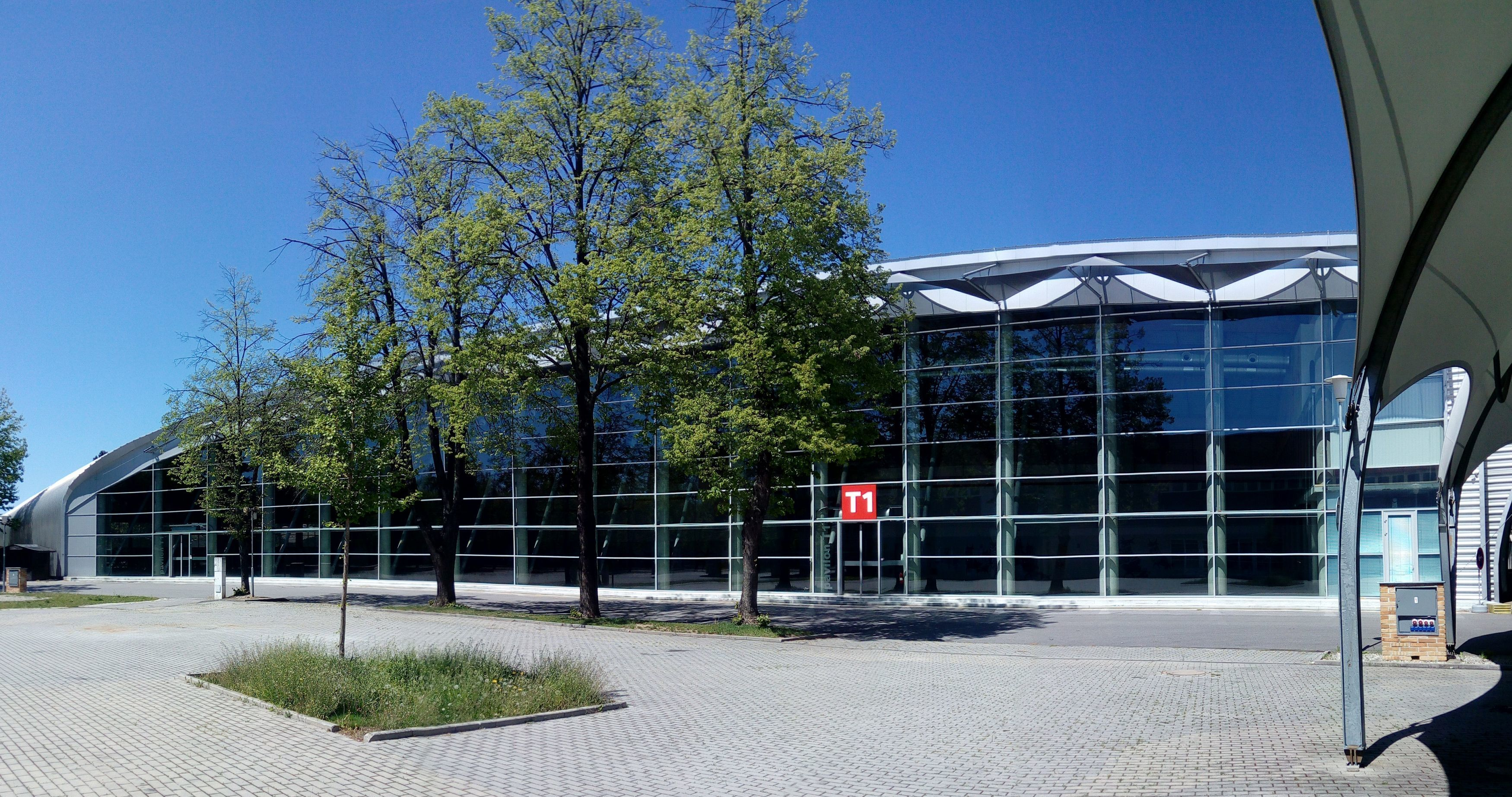
Pavilón T1
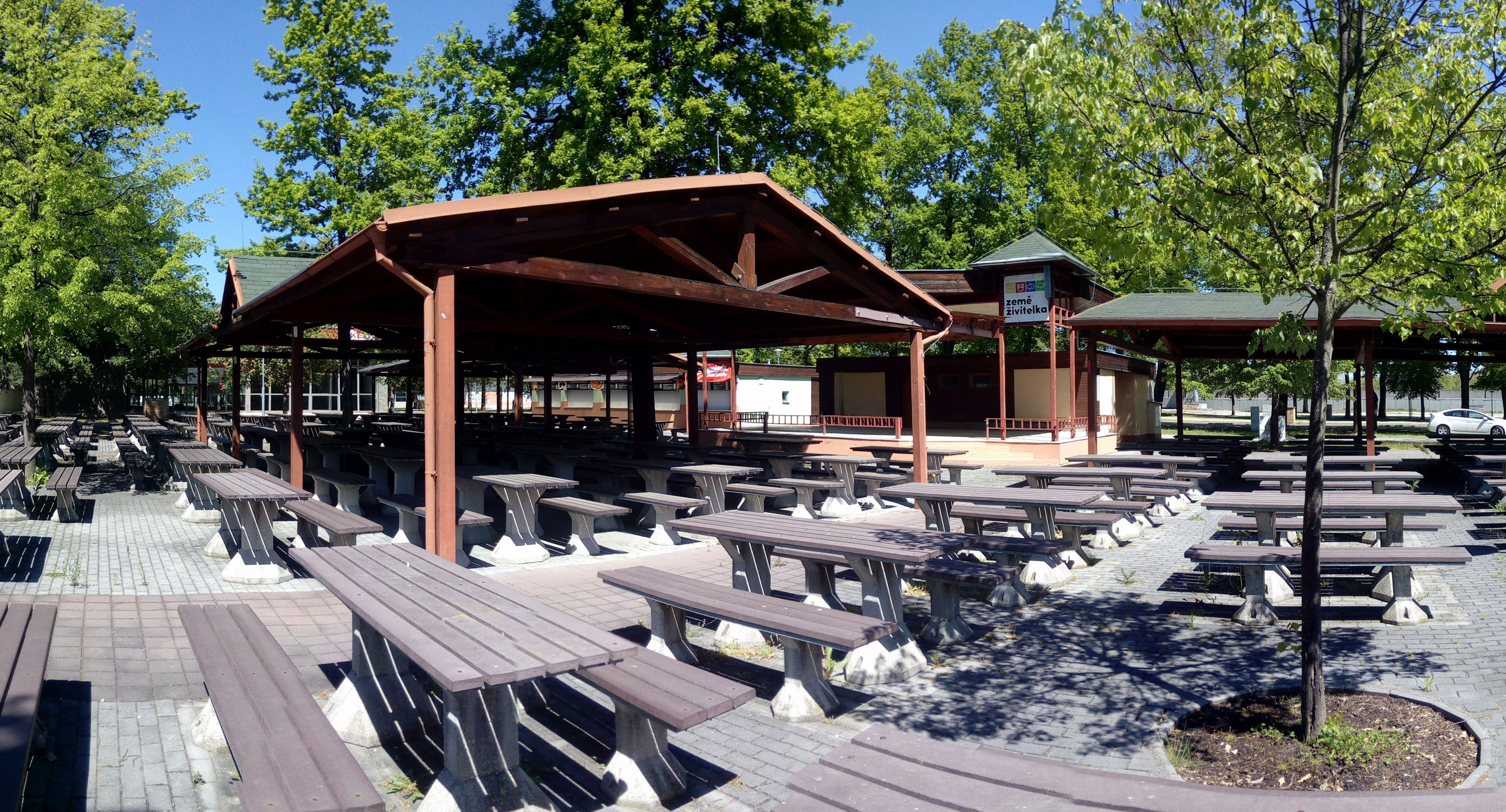
Pivovarská zahrada
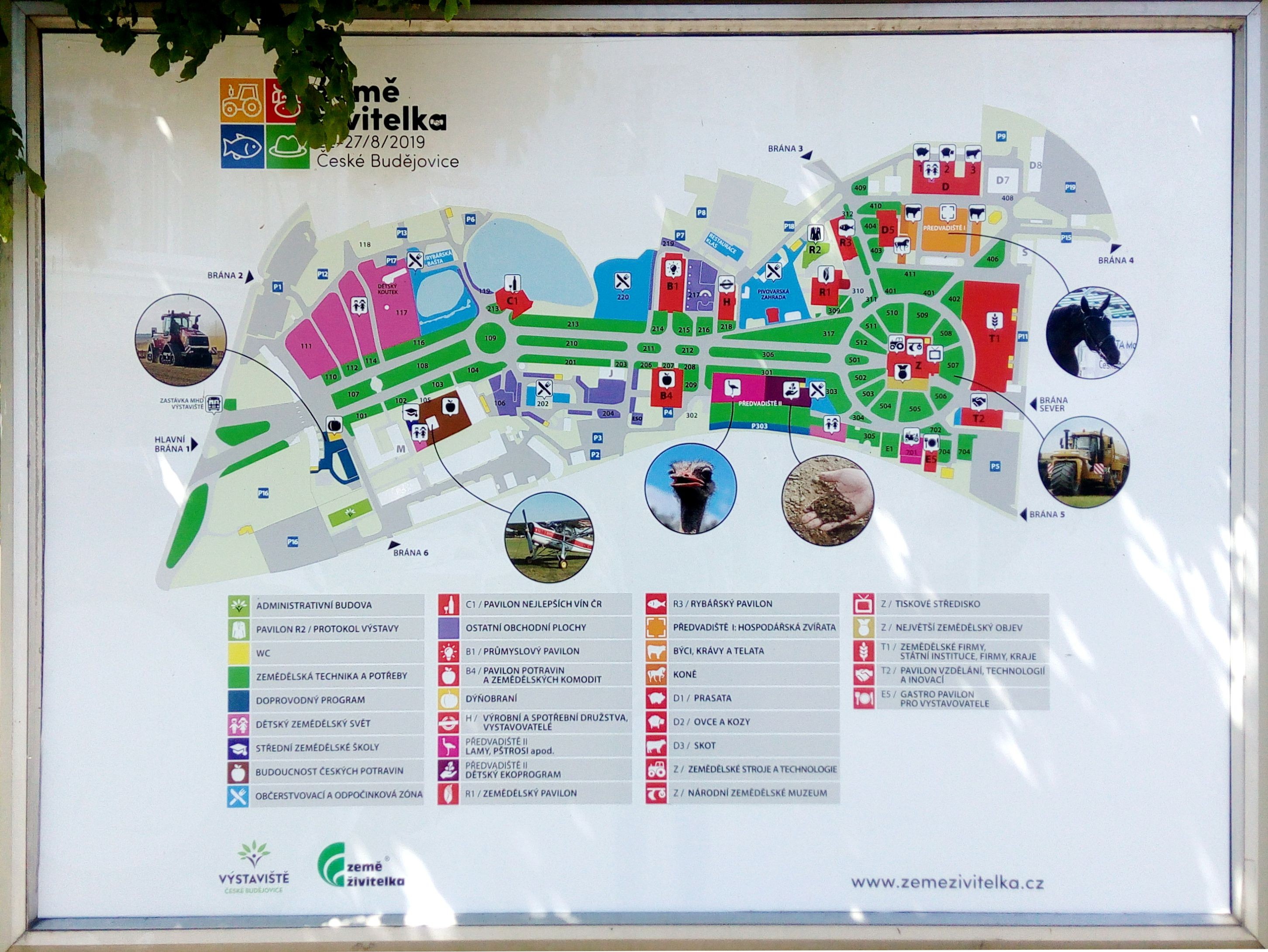
Plán areálu